# Nicolás Gorobsov
Nicolás Martín Gorobsov (ur. 25 listopada 1989 w San Pedro) – argentyński piłkarz, grający na pozycji pomocnika. W sezonie 2022 zawodnik FK Žalgiris Wilno. Posiada także obywatelstwo Włoch.

## Kariera klubowa
Wychowanek LR Vicenza Virtus, w jej barwach grał w lidze młodzieżowej, rozgrywając 27 ligowych spotkań, w których strzelił 4 gole. Do pierwszej drużyny trafił w 2008 roku. W pierwszym zespole zadebiutował 1 czerwca 2008 roku w meczu przeciwko US Lecce, przegranym 1:0. Nicolás Gorobsov grał 13 minut. W ekipie Vincezy łącznie zagrał 16 spotkań.
1 lipca 2009 roku został kupiony przez ekipę Torino za 800 tysięcy euro. W tym zespole zadebiutował 23 października 2009 roku w meczu przeciwko Regginie, wygranym 2:0. Wszedł na ostatnie 5 minut meczu. Łącznie w Torino zagrał 15 ligowych meczów.
1 sierpnia 2010 roku trafił do Ceseny FC na zasadzie wypożyczenia. W tym zespole zadebiutował 22 maja 2011 roku w meczu przeciwko Genoi, przegranym 3:2, grając cały mecz. To był jego jedyny mecz ligowy w tym zespole.
Po tym, jak 30 czerwca 2011 roku wrócił z wypożyczenia, 1 września znowu został wypożyczony, tym razem do Politehnica Timisoara. W rumuńskim klubie zadebiutował 12 września w meczu przeciwko Glorii Bistrita, zremisowanym 2:2. Gorobov wszedł na ostatnią minutę. Pierwszą asystę zaliczył 29 października 2011 roku w meczu przeciwko CSM Deva, wygranym 0:3. Asystował przy golu na 0:2 w 59. minucie. W zespole Politehnica Timisoara Argentyńczyk zagrał 12 ligowych meczów, dwukrotnie zaliczając asystę.
Kiedy wrócił z wypożyczenia 30 czerwca 2012 roku, przez pół roku znowu reprezentował barwy Torino, lecz nie zagrał żadnego meczu. 4 stycznia 2013 roku został wypożyczony po raz trzeci, tym razem do Noceriny. W tym klubie debiut zaliczył 2 dni później w meczu przeciwko SSD Fidelis Andria, wygranym 0:1, wchodząc na ostatnią minutę meczu. Łącznie w Nocerinie zagrał 11 ligowych meczów.
Po pół roku Argentyńczyk wrócił do Turyny, lecz 24 lipca 2013 roku został wypożyczony po raz czwarty, tym razem do ACS Poli Timișoara. Pierwszy występ w tym klubie zaliczył 10 sierpnia 2013 roku w meczu przeciwko Sageacie Navodar, wygranym 1:2. Nicolás Gorobsov grał ostatnie 6 minut. Pierwszego gola strzelił 21 października w meczu przeciwko FC Universitatea Cluj, wygranym 1:2. Strzelił gola w 89. minucie. Pierwszą asystę zaliczył 1 marca 2014 roku w meczu przeciwko Sageacie Navodar. Asystował przy golu w 56. minucie. Łącznie w ACS Poli zagrał w 24 spotkaniach, strzelił 2 gole i zaliczył jedną asystę.
24 lipca 2014 roku trafił za darmo do ASA Târgu Mureș. W tym zespole zadebiutował 26 lipca 2014 roku w meczu przeciwko FC Universitatea Cluj, zremisowanym bezbramkowo, grając 79 minut. Pierwszą asystę zaliczył 8 kwietnia 2015 roku w meczu przeciwko Rapidowi Bukareszt, wygranym 1:2. Asystował przy golu w 77. minucie. Pierwszego gola strzelił 20 grudnia 2015 roku w meczu przeciwko Petrolulowi Ploiesti, wygranym 0:1. Jedynego gola strzelił w 4. minucie. Zdobył Superpuchar Rumunii. Łącznie w tym klubie zagrał 68 meczów, strzelił 5 goli i zanotował 4 asysty.
1 lipca 2016 roku został zawodnikiem Hapoelu Tel Awiw. W tym zespole zadebiutował 22 sierpnia 2016 roku w meczu przeciwko Maccabi Hajfa, przegranym 1:0, grając 75 minut. Pierwszą asystę zaliczył 17 września w meczu przeciwko Hapoelowi Ironi Kirjat Szemona, zremisowanym 3:3. Asystował przy golu w 39. minucie. Łącznie w Izraelu zagrał 5 meczów, zaliczając jedną asystę.
10 marca 2017 roku wrócił do ASA Târgu Mureș.
20 stycznia 2018 roku został zawodnikiem Atlético Paraná.
1 marca 2018 roku trafił do Miami United.
1 lipca 2018 roku wrócił do Rumunii, dokładnie do Concordii Chiajna. W tym zespole zadebiutował 23 lipca 2018 roku w meczu przeciwko Gaz Metan Mediaș, przegranym 2:1, grając 73. minuty. Pierwszego gola strzelił 20 sierpnia w meczu przeciwko Universitatea Craiova, wygranym 0:1. Strzelił gola w 81. minucie. Pierwszą asystę zaliczył 22 września w meczu przeciwko FC Botosani, wygranym 0:2. Asystował przy golu w 32. minucie. Łącznie w Concordii zagrał w 36 ligowych meczach, strzelając 4 gole oraz zaliczając 3 asysty.
2 lipca 2019 roku został wypożyczony do FC Voluntari. W tym klubie zadebiutował 12 lipca 2019 roku w meczu przeciwko Sepsi OSK, zremisowanym bezbramkowo, grając cały mecz. W dwóch meczach nosił opaskę kapitana. Łącznie na tym wypożyczeniu zagrał w 31 spotkaniach.
19 września 2020 roku trafił na zasadzie wolnego transferu do Sūduvy Mariampol. Debiut na Litwie zaliczył 8 dni później w meczu przeciwko FK Riteriai, wygranym 7:1. W debiucie strzelił gola, do siatki trafił w 2. minucie. Pierwszą asystę zaliczył 2 kwietnia 2021 roku w meczu przeciwko FK Banga Gargzdai, wygranym 1:2. Asystował przy golu w 29. minucie. Łącznie na Litwie zagrał w 37 ligowych meczach, strzelił 6 goli i 8 razy asystował.
7 stycznia 2022 został graczem FK Žalgiris Wilno.